# Anastoechus nividulus
Anastoechus nividulus är en tvåvingeart som beskrevs av Neal L. Evenhuis och Greathead 1999. Anastoechus nividulus ingår i släktet Anastoechus och familjen svävflugor. Inga underarter finns listade i Catalogue of Life.